# Harvest (film 2024)
Harvest è un film del 2024 diretto da Athīna Rachīl Tsaggarī, tratto dal romanzo del 2013 Il raccolto di Jim Crace.

## Trama
In un superstizioso villaggio scozzese del Medioevo, il fattore Walter e il suo padrone ed amico d'infanzia, il signore del maniero Charles, vedono insidiato il loro potere quando il cugino di quest'ultimo, Edmund, introduce nuovi e più moderni metodi per il raccolto tra gli abitanti.

## Produzione
Caleb Landry Jones è rimasto in parte per tutta la durata delle riprese, presentandosi all'80ª Mostra internazionale d'arte cinematografica di Venezia nell'agosto del 2023 per promuovere il suo film Dogman parlando con accento scozzese, in vista dell'inizio delle riprese il mese seguente: il film è stato girato nei pressi di Oban, in Scozia.

## Promozione
Il teaser trailer è stato diffuso online il 27 agosto.

## Distribuzione
Il film è stato presentato in anteprima alla 81ª Mostra internazionale d'arte cinematografica di Venezia il 3 settembre 2024.

## Riconoscimenti
- 2024 - Mostra internazionale d'arte cinematografica[4]
  - In concorso per il Leone d'oro

## Accoglienza

### Critica
Su Rotten Tomatoes 50 critici esprimono un gradimento del 72%, con un voto medio di 5.5/10; su Metacritic il voto medio di 16 critici è di 68/100.
Chiara Zuccari su Sentieri Selvaggi dà al film 2.8 stelle su 5 e scrive che «Tra rituali pagani attorno al fuoco, feste del raccolto e funghi lisergici, Harvest riafferma la necessaria riconnessione, spirituale e corporea, con una natura misterica e irriducibile che conserva ancora la salvezza. Unica e vera alma mater, la sola divinità alla quale votarsi».